# Aladje
Alberto Aladje Gomes de Pina (* 22. Oktober 1993 in Bissau), genannt Aladje, ist ein portugiesischer Fußballspieler.

## Karriere

### Im Verein
Aladje wurde in Bissau, der Hauptstadt von Guinea-Bissau, als Sohn eines portugiesisch-stämmigen Vaters geboren. Er begann seine professionelle Karriere beim italienischen Zweitligisten Calcio Padova. Vor Beginn der Saison 2012/13 wechselte er in die Serie A zu Chievo Verona, wurde jedoch umgehend für ein Jahr an den Viertligisten FC Aprilia ausgeliehen. Zur Saison 2013/14 unterschrieb Aladje einen Vertrag beim Erstligaaufsteiger Sassuolo Calcio. Zur Winterpause wurde er an den Viertligisten Delta Porto Tolle ausgeliehen. In der Hinrunde der Saison 2014/15 spielte er im Zuge eines weiteren Leihgeschäfts für den Zweitligaaufsteiger FC Pro Vercelli. Nachdem er dort nur ein Ligaspiel bestritten hatte, wechselte er zur Rückrunde auf Leihbasis zum Drittligisten Real Vicenza. Wiederum zwei Leihgeschäfte führten ihn in der Hin- bzw. Rückrunde der Saison 2015/16 zu den Drittligisten AC Prato und Ischia Isolaverde. Im Anschluss wechselte er zum Viertligisten FC Ponsacco 1920, ein Jahr später zum Drittligisten Savona 1907 FBC und wiederum ein Jahr später zum Viertligisten US Gavorrano. Etliche weitere Wechsel auf dem Niveau der Seria D folgten.

### In der Nationalmannschaft
Im August 2012 spielte Aladje erstmals für die U20-Auswahl Portugals und nahm mit dieser im Juni des darauffolgenden Jahres am Turnier von Toulon sowie an der U20-WM 2013 teil.